# Ужгинське сільське поселення
Ужги́нське сільське поселення (рос. Ужгинское сельское поселение) — муніципальне утворення у складі Койгородського району Республіки Комі, Росія. Адміністративний центр — село Ужга.

## Історія
15 березня 2022 року до складу поселення включена територія ліквідованого Нючпаського сільського поселення (село Нючпас).

## Населення
Населення — 698 осіб (2019, 929 у 2010, 1278 у 2002, 1695 у 1989).

## Склад
До складу поселення входять такі населені пункти:
| Населений пункт     | Населення, осіб (1989) | Населення, осіб (2002) | Населення, осіб (2010) |
| ------------------- | ---------------------- | ---------------------- | ---------------------- |
| Веж'ю, селище       | 576                    | 424                    | 325                    |
| Мирпонаиб, присілок | 25                     | 4                      | 2                      |
| Нючпас, село        | 409                    | 308                    | 192                    |
| Седтидор, селище    | 421                    | 330                    | 252                    |
| Ужга, село          | 264                    | 212                    | 158                    |